# Beli ap Eiludd
Beli ap Eiludd va ser un rei de Powys que visqué al segle vii. És possible que hagués estat un dels fills de Manwgan ap Selyf, que hauria recuperat el poder després de la mort de l'usurpador Eiludd Powys a la batalla de Maes Cogwy l'any 642. Hauria regnat entre els anys 655 i 695, aproximadament. Va ser succeït al tron de Powys pel seu fill, Gwylog ap Beli.